# Mickey Trotter
Mickey Trotter is een personage uit de Amerikaanse soapserie Dallas. De rol werd vertolkt door acteur Timothy Patrick Murphy. Het personage werd geïntroduceerd in de vierde aflevering van het zesde seizoen en bleef tot in de achtste aflevering van het zevende seizoen.

## Personagebeschrijving
Mickey is een neefje van Ray Krebbs en woont in Emporia, Kansas, bij zijn moeder die hem Michael noemt. Na de dood van Amos Krebbs verzoekt zijn moeder Lil aan Ray om te komen ondanks het feit dat hij nooit een goede vader geweest is. Ray leert zijn neefje Mickey kennen als een onhandelbare jongen en wil hem wat manieren bijleren. Hij werkt in een benzinestation maar zijn moeder weet dat niet eens en denkt dat hij gewoon altijd weg is. Ray overhaalt hem om mee te gaan naar Dallas om op Southfork te werken. Als ze aankomen denkt Mickey dat hij bij Ray mag wonen, maar hij moet een kamer delen met andere knechten van de ranch. Ray vertelt aan Mickey dat Amos Krebbs niet zijn echte vader was maar Jock Ewing. Hij begrijpt niet dat Ray in zo een klein huis woont als hij een Ewing is, maar Ray is trots op het huis dat hij zelf gebouwd heeft.
Mickey leert al snel Lucy Ewing kennen en is meteen geïnteresseerd in haar. Zij ziet hem echter helemaal niet staan en is nog in de knoop met zichzelf na haar verkrachting en mislukte huwelijk. Mickey geeft niet snel op maar krijgt telkens het deksel op de neus. Op een keer moet Lucy naar het vliegveld maar haar auto start niet. Mickey geeft haar een lift en komt daardoor te laat om een vaccin op te halen voor Ray. Hij krijgt ervan langs maar zegt niet dat dit door Lucy komt. Als Lucy dit hoort gaat ze anders over Mickey denken en ze brengen meer tijd met elkaar door. Ze worden smoorverliefd en worden een koppel. Mickeys moeder Lil komt hem bezoeken en weet niet of de rijke Ewing erfgename niet te hoog gegrepen is voor haar zoon. Nadat Sue Ellen ontdekt dat J.R. haar bedriegt met Holly Harwood raakt ze terug aan de drank. Ze besluit Southfork te ontvluchten en Mickey en Lucy zien dat ze stomdronken is. Lucy zegt tegen Mickey dat hij haar moet stoppen en hij springt bij haar in de auto. Van zodra Sue Ellen de weg op rijdt worden ze aangereden. Sue Ellen komt er met enkele schrammen van af maar Mickey ligt in coma. Zijn toestand is zorgwekkend en de dokter vreest dat als hij weer bijkomt hij verlamd zal zijn vanaf de nek. Lil denkt dat haar zoon beter was omgekomen als dat het leven zal zijn dat hij krijgt. In het ziekenhuis krijgt Mickey bezoek van Walt Driscoll die de aanrijder blijkt te zijn. De aanrijding was opzettelijk, maar Driscoll probeerde J.R. te vermoorden maar wist niet dat Sue Ellen en Mickey in de auto van J.R. zaten. Kort daarna pleegt Driscoll zelfmoord. Als Ray erachter komt geeft hij J.R. de schuld van alles, ze hebben een zwaar gevecht waarbij Southfork bijna in de vlammen opgaat.
Mickey komt weer bij in het ziekenhuis, maar is verlamd vanaf de nek en heeft weinig kans op beterschap. Eerst wil hij nog plannen maken voor een toekomst met Lucy, maar al snel ziet hij in dat hij niet beter zal worden en wil met rust gelaten worden. Hij vraagt Ray om een einde aan zijn leven te maken mocht hij ooit als een plant leven. Dan raakt hij in een coma waar de dokters van denken dat hij er niet uit zal geraken. Lil wil de stekker uittrekken, maar kan dit niet waarop Ray dit voor haar doet. Hij blokkeert de deur zodat hulp niet binnen kan en Mickey sterft. Ray wordt voor de rechtbank gedaagd voor moord. Hij wordt veroordeeld tot vijf jaar met uitstel en moet niet naar de gevangenis. 